# Massacre de Shanghai
Pour les articles homonymes, voir Bataille de Shanghai (homonymie).
Le massacre de Shanghai est une attaque menée le 12 avril 1927 par des troupes de l’Armée nationale révolutionnaire et des membres des triades, contre des civils et des militants du Parti communiste chinois (PCC). C'est l'un des principaux évènements qui signèrent en 1927 la rupture entre le Kuomintang (KMT) et le PCC, et marquèrent le début de la guerre civile chinoise. Par cette attaque contre ses alliés communistes, la faction du KMT dirigée par Tchang Kaï-chek entendait purger le parti de ses éléments gauchistes et empêcher toute prise de pouvoir par les communistes en République de Chine. Le Kuomintang désigne cet événement sous le nom de « purge du parti » (清黨), tandis que le Parti communiste chinois tend à utiliser les appellations « coup de force réactionnaire du 12 avril » (四·一二反革命政变) ou « massacre du 12 avril » (四·一二慘案).

## Contexte
Dans les années précédant le massacre, le Kuomintang et le Parti communiste avaient été alliés contre les seigneurs de la guerre dans le cadre du premier front uni. À partir de 1923, le gouvernement de Sun Yat-sen, reconnu par l'Union soviétique, avait bénéficié de conseillers politiques du Komintern, comme Mikhaïl Borodine, lesquels avaient encouragé les membres du Parti communiste chinois (PCC) à adhérer au Kuomintang. Des membres du PCC comme Zhou Enlai, Ye Jianying ou Mao Zedong étaient devenus des cadres du Kuomintang. Sun Yat-sen mourut en mars 1925, laissant les rênes du gouvernement nationaliste à Wang Jingwei, chef de l'aile gauche du parti favorable au maintien de l'alliance avec les communistes. Tchang Kaï-chek, l'un des principaux chefs militaires du parti, affirmait cependant de plus en plus son autorité. En mars 1926, il décréta la loi martiale à Canton en évoquant un complot contre lui, le putsch de Canton, et imposa des restrictions quant à l'accès des communistes à des postes de responsabilité au sein du Kuomintang. En juillet 1926, Tchang Kaï-chek, ordonna à l'Armée nationale révolutionnaire de débuter l'expédition du Nord, destinée à vaincre les seigneurs de la guerre et à unifier la Chine sous la bannière du Kuomintang.
Les réformes agraires favorisées par les communistes et l'aile gauche du Kuomintang inquiétèrent certains propriétaires terriens, qui apportèrent leur soutien à Tchang. En janvier 1927, Wang Jingwei déplaça le gouvernement à Wuhan, pour lutter contre l'influence de Tchang Kaï-chek. En mars, dans le cadre de l'expédition du nord, Zhou Enlai organisa un soulèvement des ouvriers de Shanghai pour renverser les seigneurs de la guerre locaux. Les communistes et les syndicalistes chinois remportèrent la victoire et prirent le contrôle de la ville, à l'exception de la concession internationale. Les troupes régulières de Bai Chongxi, en route pour prendre la ville aux seigneurs de la guerre, n'arrivèrent qu'après-coup.

## Déroulement
Au début avril, Tchang Kaï-chek, Bai Chongxi et Li Zongren organisèrent une réunion du comité du Kuomintang, et décidèrent d'agir pour empêcher les communistes de prendre le pouvoir. Des contacts furent pris avec les triades de Shanghai comme la bande Verte pour leur demander d'organiser des groupes armés chargés d'attaquer ouvriers et communistes. Le 9 avril, le Kuomintang décréta l'état d'urgence. Le 11, un ordre secret fut envoyé à toutes les provinces sous le contrôle de Tchang Kaï-chek pour demander aux sections locales du Kuomintang d'organiser la purge du parti.

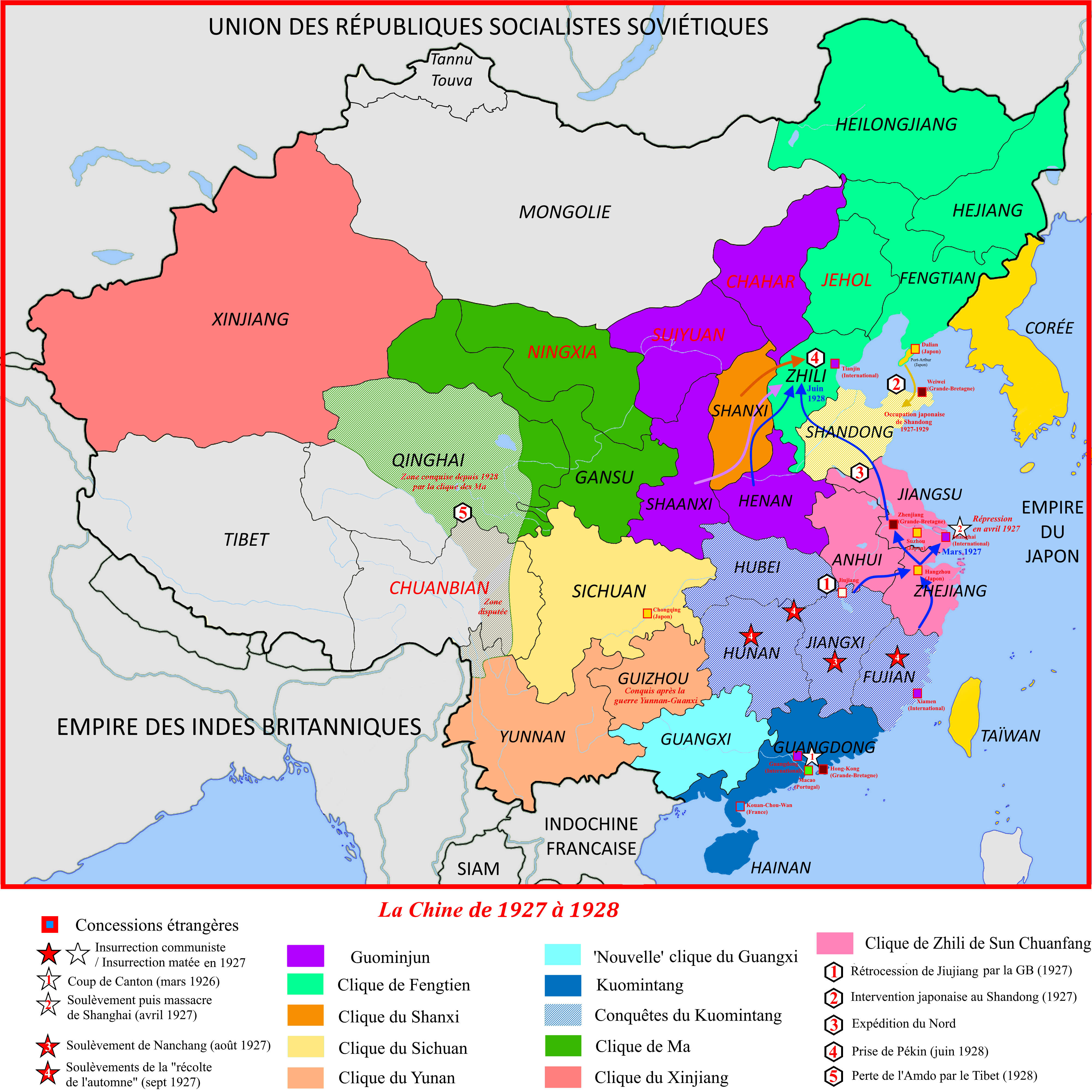
Carte de la Chine en 1927

Au matin du 12 avril, les gangs des triades attaquèrent en masse les ouvriers de Shanghai. Les troupes du Kuomintang désarmèrent les milices ouvrières. Le 13, l'armée ouvrit le feu sur la foule qui était venue protester devant son quartier général local. Tchang Kaï-chek décréta la dissolution du gouvernement local de Shanghai, ainsi que de tous les syndicats et organisations ouvrières sous contrôle communiste. Plus de 1 000 communistes furent arrêtés. Si les heurts se soldèrent officiellement par 300 morts, 5 000 personnes furent comptabilisées comme « disparues ».

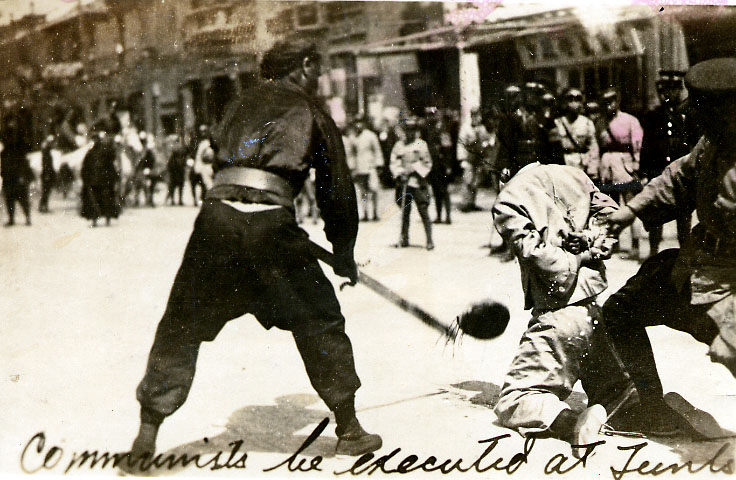
Exécutions publiques à Shanghai, 1927

Des arrestations et des massacres de communistes eurent également lieu dans le courant du mois d'avril, dans les grandes villes chinoises, comme Canton, Nankin ou Changsha. À Pékin, Zhang Zuolin fit tuer 20 communistes qui s'étaient réfugiés à l'ambassade d'URSS, dont Li Dazhao, cofondateur du PCC.

## Conséquences
Des membres du Kuomintang, comme Song Qingling, veuve de Sun Yat-sen, dénoncèrent les actions de Tchang Kaï-chek. Mais ce dernier, dans le courant du mois, établit son gouvernement à Nankin, défiant le gouvernement de Wang Jingwei à Wuhan. Wang Jingwei rompit lui-même avec les communistes en juillet 1927 et finit par se rallier à Tchang. Après la prise de Pékin en juin 1928, Tchang contrôla la plus grande partie du territoire chinois. Chen Duxiu, chef du PCC, qui avait appliqué les ordres du Komintern d'alliance avec le Kuomintang, fut désigné seul responsable par Staline (pourtant à l'origine de cette stratégie que Chen n'avait appliquée qu'à contre-cœur). Divers bureaucrates ambitieux au sein du parti se firent les relais de cette dénonciation, en premier lieu Mao Zedong, qui devint dirigeant du parti quelques années plus tard.

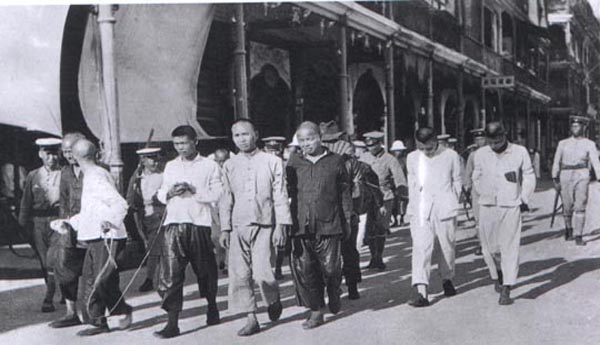
Arrestations de communistes chinois à Shanghai, 1927

La guerre civile contre les communistes suivit immédiatement cette purge politique : le Kuomintang réprima des soulèvements communistes dans des villes comme Canton. En août 1927 eut lieu le soulèvement de Nanchang, mené par Zhou Enlai et Zhu De. En septembre, Mao Zedong déclencha le soulèvement de la récolte d’automne, transposant les luttes communistes dans les zones rurales. Ces événements marquèrent le début d'un long conflit, qui ne devait s'achever qu'en 1949 par la proclamation de la République populaire de Chine.

### Livres
- Lucien Bodard, Les grandes murailles, Grasset, 1987 [le roman évoque la révolution à Canton et les massacres à Shanghai]
- Jean Chesneaux, Le mouvement ouvrier chinois de 1919 à 1927, École des hautes études en sciences sociales, 1999 Annales. Économies, Sociétés, Civilisations - Revue française de science politique
- Harold Robert Isaacs, La tragédie de la révolution chinoise - 1925-1927, Gallimard 1967
- André Malraux, Les Conquérants, Grasset, 1928 [le roman évoque la révolution à Canton] - Critique de Trotski
- André Malraux, La Condition humaine, Gallimard, 1933 [le roman se déroule durant les massacres à Shanghai]
- Alexander Pantsov, The Bolsheviks and the Chinese Revolution 1919-1927, Curzon Press, 2000 CEFC
- Victor Serge, La révolution chinoise, Savelli, 1977
- Stephen Anthony Smith, A Road is made - Communism in Shanghai 1920-1927, Curzon Press, 2000 CEFC
- Pierre Souyri, Révolution et contre-révolution en Chine, Christian Bourgois 1982 La Bataille socialiste
- Léon Trotski, L'Internationale Communiste après Lénine - Bilan et perspectives de la révolution chinoise, MIA, 1928

### Articles
- Shanghai, avril 1927 - Le bain de sang du proletariat chinois arrose la victoire du stalinisme, Bibliothèque Internationale de la Gauche Communiste
- Chine 1927 : le stalinisme livre le prolétariat à la répression, Courant Communiste International
- La question chinoise (1920 - 1940) : la Gauche Communiste contre la trahison de l'Internationale Communiste dégénérée, Courant Communiste International
- La Chine du XXe siècle en révolutions – I – 1911-1949, Europe Solidaire Sans Frontières
- La révolution chinoise de 1925-1927, Matière et Révolution
- La tragédie de la Révolution chinoise de 1925-1927, WSWS 1/3 - 2/3 - 3/3